# Deme (banda)
Deme fue una banda de pop rock formada en el 2009 en la ciudad de Monterrey. Conocida por sus sencillos "Deja Llevarte", y "Quiero", también formó parte del movimiento musical regio Avanzada Regia.

## Historia
En la adolescencia, “Mudo” (guitarra electroacústica) y “Mario” (guitarra eléctrica) escriben una canción para concursar en un festival escolar e invitan a su compañero de clases “Gallo” (voz) a cantarla, después del excelente resultado decidieron seguir haciendo canciones, es cuando se integra “Gil” (bajo) quien llega a aportar también sus canciones, continúan componiendo y buscando su estilo.
En el 2006 son invitados a firmar en una compañía discográfica y tanto su minoría de edad como sus estudios influyeron definitivamente para no aceptar la propuesta.
Siguieron compaginando estudios, ensayos, concursos y tocadas, y es en donde conocen a “Dany” (batería-celloo) quien se integra a la banda al final.
"El nombre del disco salió y fue, en honor a nuestra primera fan, ella era quien siempre iba a vernos ensayar y le decían Deme y pues te has de imaginar lo contenta que esta cuando supo que así nos íbamos a llamar”, mencionó Mario.
DEME es una banda que a pesar de su juventud (tienen 18 y 19 años todos sus integrantes), tienen su sueño muy claro. Es este año cuando deciden lanzar su primer sencillo y álbum debut Deja Llevarte.
En la calle, les han gritado de todo: Chambelanes, “Hombres de negro” y hasta “Backstreet Boys”. En otras entrevistas han preguntado a los integrantes del grupo mexicano DEME que si también bailan. La respuesta es un rotundo: “no”.
Y es que la imagen de Enrique Ferriño Gallo, Alejandro Treviño, Daniel Bitrán, Mario García y Gilberto Teutli, originarios de Monterrey y que juntos integran el proyecto musical DEME, podría dejar entrever que son una más de esas bandas pop “prefabricadas”.
Antes que DEME, primero fueron músicos, y luego formaron el grupo. Cada quien aprendió desde niño a tocar algún instrumento, luego se conocieron en la escuela, se hicieron amigos y se dieron cuenta de que compartían el mismo sueño, así que nunca hicieron audiciones.
Frecuentemente los etiquetan porque el pop es lo que más se escucha y lo que representa un gran negocio, pero a ellos les encanta ese género, es algo que les nace, son temas de amor, de felicidad, con buena vibra, buscan hacer música positiva, y es importante aclarar que todas las canciones son de autoría propia.
DEME busca con sus canciones de corte 100% juvenil ser una de las bandas más representativas del pop – rock.
el 4 de junio promueven su disco a la venta en todo el país al mismo tiempo dan a conocer el nombre de su segundo sencillo llamado Quiero.

## Discografía
|  | Deme - 1.er álbum de estudio - Lanzamiento: 13 de marzo de 2009 - Disquera: Sony Music - Ventas/México: Oro/Platino | - |

### Sencillos
| 2009 | "Deja LLevarte" | Deja LLevarte | #18 | - | - | - | - |
| 2009 | "Quiero"        | Deja LLevarte | #14 | - | - | - | - |

- Datos: Q5802087